# Pablo Ricardi
Pablo Ricardi (Buenos Aires, 25 febbraio 1962) è uno scacchista argentino.
Grande maestro dal 1997, vinse cinque volte il Campionato argentino (nel 1994, 1995, 1996, 1998 e 1999).
Partecipò con la nazionale argentina a undici Olimpiadi degli scacchi dal 1984 al 2006.
Rappresentò l'Argentina in due campionati pan-americani a squadre, vincendo la medaglia d'oro di squadra a Villa Gesell nel 1985 e la medaglia d'argento di squadra a Cascavel nel 1995.
Nel 1987 vinse a La Paz il campionato pan-americano individuale.
Tra gli altri risultati:
- 1991 : 1º nel Konex Masters Open di Buenos Aires
- 1996 : 1º a Villa Gesell
- 2003 : 1º a Buenos Aires
- 2006 : 1º a Santiago del Cile

Raggiunse il massimo rating Elo in gennaio del 2001, con 2 554 punti.